# Gustaf Kilman
Gustaf Kilman (né le 9 juillet 1882, décédé le 21 février 1946) est un cavalier et officier de l'armée suédoise.
Il a remporté avec son cheval Gåtan une médaille d'or en saut d'obstacles par équipe aux jeux olympiques d'été de 1912 à Stockholm. Lors de sa seconde participation aux jeux, à Anvers en 1920, il termine 15e en individuel sur Irving.